# Curaçao i panamerikanska spelen
Curaçao i panamerikanska spelen styrdes av Curaçaos Olympiska Kommitté i de panamerikanska spelen. Provinsen deltog i de panamerikanska spelen 1955 i Mexico City.

## Medaljer

### Medaljfördelning efter spel
| Spel                  | År                    | Sommarspelort         | Guld | Silver | Brons | Totalt |
| --------------------- | --------------------- | --------------------- | ---- | ------ | ----- | ------ |
| II (2)                | 1955                  | Mexico City           | 0    | 1      | 3     | 4      |
| Totalt antal medaljer | Totalt antal medaljer | Totalt antal medaljer | 0    | 1      | 3     | 4      |